# Omens
Omens é o quarto álbum de estúdio da dupla 3OH!3. O lançamento do álbum ocorreu no dia 18 de junho de 2013.

## Promoção

### Usando músicas na mídia
Muitos dos títulos encontrados no álbum foram usados em vários meios para promover o álbum. Em setembro de 2012, Youngblood foi revelado em um trailer de uma nova série, Underemployed, transmitida na MTV, enquanto Do or Die foi utilizada num trailer para a nova temporada da série NCIS: Los Angeles. No final de abril 2013, o 3OH!3 indicou via Twitter que a faixa Bad Guy, que aparecerá na edição japonesa do álbum, fará parte da trilha sonora do filme Iron Man 3.

### Countdown to Omens
Em 7 de maio de 2013, a dupla anunciou o lançamento de um "Countdown to Omens" (literalmente "contagem regressiva Omens") através do seu site oficial. Uma plataforma interactiva, incluindo uma contagem regressiva para o lançamento do álbum foi então iniciada.

## Faixas
As novas músicas já foram postadas no iTunes no final de abril 2013.
| N.º | Título                   | Duração |  |
| 1.  | "Omens"                  |         |  |
| 2.  | "Eyes Closed"            |         |  |
| 3.  | "You're Gonna Love This" | 3:31    |  |
| 4.  | "Black Hole"             |         |  |
| 5.  | "Make It Easy"           |         |  |
| 6.  | "Youngblood"             | 3:23    |  |
| 7.  | "Live for the Weekend"   |         |  |
| 8.  | "Back to Life"           | 3:45    |  |
| 9.  | "Hungover"               |         |  |
| 10. | "Two Girlfriends"        |         |  |
| 11. | "Do or Die"              | 3:31    |  |

| Edição deluxe |                    |         |  |
| N.º           | Título             | Duração |  |
| 12.           | "Slow Motion"      |         |  |
| 13.           | "Go Fuck Yourself" |         |  |
| 14.           | "New Girl"         |         |  |
| 15.           | "I've Become"      |         |  |

| Edição japonesa |                    |         |  |
| N.º             | Título             | Duração |  |
| 12.             | "Bang Bang"        | 3:32    |  |
| 13.             | "Slow Motion"      |         |  |
| 14.             | "Go Fuck Yourself" |         |  |
| 15.             | "New Girl"         |         |  |
| 16.             | "Bad Guy"          | 3:05    |  |
| 17.             | "The Northen Sky"  |         |  |